# NGC 6488
NGC 6488 (również PGC 60918) – zwarta galaktyka (C), znajdująca się w gwiazdozbiorze Smoka. Odkrył ją Lewis A. Swift 1 września 1886 roku.